# الدين الإيراني القديم

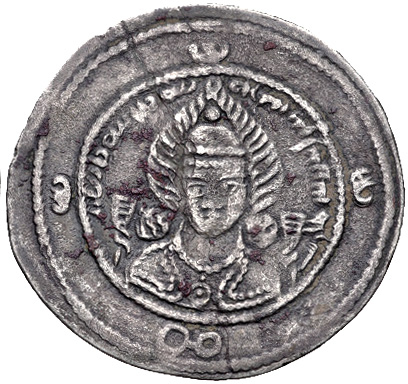

يشير الدين الإيراني القديم إلى معتقدات الشعوب الإيرانية وشعائرها قبل انتشار الزرادشتية.
برزت الشعوب الإيرانية فرعًا مستقلًا من الهندو أوروبيين في الألفية الثانية قبل الميلاد، وفيها سيطروا على السهول الأوراسية والهضبة الإيرانية. نشأ دينهم عن الدين الهندي الأوروبي البدائي، ومن هنا فقد شابه من وجوه كثيرة الدين الفيدي. ومع أن الشعوب الإيرانية لم تترك شواهد مادّية على شعائرها الدينية إلا قليلًا، فإن في الإمكان إعادة بناء دينهم من الأدلة الإيرانية والإغريقية والبابلية الضئيلة، ومن التشابهات مع الفيدية والأديان الهندية الأوروبية الأخرى، ومن الأدلة المادية. كان دينهم متعدد الآلهة، وكان الإله الرئيس في مجمع الآلهة عندهم هو أهورا مزدا، وكانوا يعدّونه خالق العالم. وكانوا يعتقدون بتقسيم الكون إلى ثلاث طبقات: الأرض، والجو، والسماء فوقهما. كانت الثنويّة مدعومة بقوّة وكانت طبيعة البشر تُعَدّ خيّرة من ناحية جوهرها. كانت الشعيرة الرئيسة للإيرانيين القدماء هي اليزنا، وفيها تُقَدَّس الآلهة، وتُتناول مادة الهوما المخدّرة. كان ينفّذ هذه الشعيرة طبقة كهنوتية مدرَّبة على مستوى عال. كانت النار تُعبد لأنها تمثّل الإله آتار. كان بين السياسة والدين في الإمبراطوريات الفارسية صلة قويّة.
ومنذ أوائل القرن العاشر قبل الميلاد، بدأت الزرادشتية تدريجيا تحلّ محلّ الدين الإيراني القديم، مع أنها حوَتْ عناصر جوهرية كثيرة منه.

## الأصول

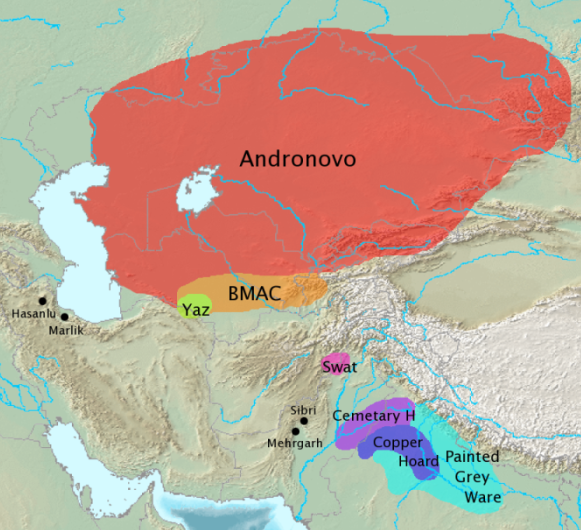
ألثقافات الأثرية ألمرتبطة بالحضارة الهندية الإيرانية